# NGC 2297
NGC 2297 (другие обозначения — ESO 87-40, FAIR 256, IRAS06440-6339, PGC 19524) — спиральная галактика с перемычкой (SBbc) в созвездии Живописца. Открыта Джоном Гершелем в 1835 году. В 2017 году в галактике вспыхнула сверхновая. В NGC 2297 наблюдается галактический фонтан, некоторые области H I имеют аномальные скорости. Темп звездообразования — 5 M⊙ в год.
Этот объект входит в число перечисленных в оригинальной редакции «Нового общего каталога».